# Pérez Prado
Pour les articles homonymes, voir Pérez.
Dámaso Pérez Prado, ou simplement Pérez Prado, est un compositeur, musicien et chef d'orchestre cubain, né le 11 décembre 1916 à Matanzas (Cuba) et mort le 14 septembre 1989 à Mexico (Mexique). Surnommé le roi du mambo, il est un artiste majeur de ce genre musical.

## Biographie
Il est né dans la ville de Matanzas le 11 décembre 1917. Son père travaille comme journaliste et sa mère est institutrice.
Pérez Prado apprend, enfant, le piano classique avec Rafael Somavilla.
Lorsque le jeune Dámaso s'installe dans la capitale de Cuba en 1942, La Havane était déjà un important centre de divertissement, vivant intensément le soi-disant âge d'or du son cubain. Le jeune pianiste a rapidement réussi à se faire une place dans certains groupes musicaux qui ont joué dans des lieux de la vie nocturne célèbres tels que le Pennsylvania ou le Kursal, se frayant un chemin dans le monde musical compétitif. Il joue du piano dans les cabarets, puis dans différents orchestres : Orquesta Cubaney, Orquesta de Paulina Alvarez, et dans le plus célèbre orchestre de Cuba, Orquesta Casino de la Playa. En 1947, il voyage en Argentine, au Venezuela et à New York, où il orchestre pour le violoniste catalan Xavier Cugat sur le thème "Dice mi gallo", composé par Iván Fernández, et pour les chanteurs cubains Desi Arnaz sur "Juan pesca'o" et " El caimán", et pour Miguelito Valdés dans la chanson "Negro soy", avec la musique d'Eliseo Grenet. Il enregistre (Qué rico el mambo). Il était si strict comme chef d'orchestre que seuls les meilleurs musiciens acceptaient de travailler dans son orchestre.
Pérez Prado a continué un long processus qui a eu de nombreux précurseurs: celui d'unir la musique cubaine à celle des États-Unis, en supprimant une fois pour toutes les instruments à cordes et en donnant une voix retentissante aux cuivres avec trompettes et saxophones. L'une des caractéristiques de Dámaso est que les instruments de musique alternent avec ses cris longs et courts - qui sonnent plus ou moins comme "Aaaaaaahhhh!" et "Euh!" respectivement– qui l'ont rendu célèbre. Ces cris étaient une façon de diriger son orchestre.
En 1948, sa musique s'inspire du jazz de Stan Kenton, et les maisons de disques cubaines ne veulent plus l'enregistrer. Il part alors à Mexico où il engage comme chanteur Benny Moré. Il joue aussi comme acteur pour le cinéma. Il compose tellement de morceaux qu'il ne leur donne plus de noms, mais des numéros ; Mambo No. 5 et Mambo No.8 sont les plus connus.
Le 12 décembre 1949, sort un 78 tours comportant (Qué rico el mambo) sur une face et Mambo No. 5 sur l'autre. Ce disque va déclencher la « mambomania » (Mambo Craze) aux États-Unis.
En 1955, sa version cha-cha-cha de Cherry Pink and Apple Blossom White devient numéro un pendant 10 semaines au Billboard, le hit-parade américain. Ce morceau, en français Cerisier rose et pommier blanc, avait été composé en 1950 par le Français Louiguy (signataire officiel de La Vie en rose pour Édith Piaf), avec des paroles de Jacques Larue, chanté par André Claveau, puis devenu un classique du musette, repris par Petula Clark en 1964 et bien d'autres. Dans le film La Vénus des mers chaudes (Underwater), on voit Jane Russell danser sur Cherry Pink and Apple Blossom White.
En 1958, Patricia est un succès mondial (numéro un). En 1960, Federico Fellini inclut ce mambo dans la bande sonore de La dolce vita, Igor Stravinsky a fait son éloge et Pérez Prado a joué pour l'empereur Hirohito du Japon.
Il meurt au Mexique d'une crise cardiaque le 13 septembre 1989, à l'âge de 72 ans,.